# Dilleniaceae
Dilleniaceae es la única familia del orden Dilleniales. Fue reconocida por sistemas de clasificación modernos como el APG II y el APW. 

## Características
Se reconoce por sus hojas, con venas secundarias usualmente fuertes y paralelas que van derecho hacia los dientes; es común la venación terciaria escalariforme, y la lámina es usualmente áspera; las hojas tienden a elongarse cuando todavía están enrolladas. La madera es usualmente de un vivo marrón. Los pedicelos están articulados cerca del ápice y persisten después de que la flor se cae; las flores son usualmente conspicuas, con pétalos arrugados y numerosos estambres que se reflejan en el capullo, normalmente tienen anteras porosas. Los frutos son pequeños folículos que contienen semillas con arillo, el cáliz es persistente, a veces acrescente, y los filamentos también son persistentes.

## Taxonomía
La familia fue descrita por Richard Anthony Salisbury y publicado en The Paradisus Londinensis sub t. 73. 1806[1807]. El género tipo es: Delima L.

## Géneros
Introducción teórica en Taxonomía
- Acrotrema Jack
- Adrastaea DC. = Hibbertia Andrews
- Curatella Loefl.
- Davilla Vand.
- Delima L. = Tetracera L.
- Didesmandra Stapf
- Dillenia L.
- Doliocarpus Rol.
- Hibbertia Andrews
- Neodillenia Aymard
- Neowormia Hutch. & Summerh. = Dillenia L.
- Pachynema R. Br. ex DC.
- Pinzona Mart. & Zucc.
- Reifferscheidia C. Presl
- Schumacheria Vahl
- Tetracera L.
- Tigarea Aubl. = Davilla Vand.
- Trimorphandra Brongn. & Gris = Hibbertia Andrews
- Trisema Hook. f. = Hibbertia Andrews
- Wormia Rottb. = Dillenia L.